# Adrastea (måne)
Adrastea er en af planeten Jupiters måner: Den blev opdaget 8. juli 1979 ved hjælp af rumsonden Voyager 2, og kendes også under betegnelsen Jupiter XV. Lige efter opdagelsen fik den den midlertidige betegnelse S/1979 J 1, men i 1983 vedtog den Internationale Astronomiske Union at opkalde den efter nymfen Adrastea fra den græske mytologi.
Adrastea er det mindste medlem af den såkaldte Amalthea-gruppe, som omfatter de fire Jupiter-måner der er tættest på Jupiter. Gruppen har navn efter sit største medlem; månen Amalthea. Adrastea bevæger sig rundt indenfor Jupiters utydelige planetring, og det er tænkeligt at den leverer støv og/eller andet materiale til ringene.
Den lille omløbsbane tæt på Jupiter giver Adrastea såkaldt bunden rotation, dvs. månen vender altid den samme side mod Jupiter. Månen bevæger sig så hurtigt, at den fuldfører et helt kredsløb hurtigere end Jupiter når at dreje 1 gang om sig selv. På grund af tidevandskræfterne "tappes" Adrastea for energi, så dens i forvejen lille omløbsbane bliver ganske langsomt mindre og mindre. Tidevandskræfterne trækker allerede så meget i Adrastea, at hvis den havde været en flydende væske, var den allerede blevet delt i mindre stykker, men den er indtil videre "solid" nok til at forblive i ét stykke.